# 胃育溪蟾
胃育溪蟾（Rheobatrachus silus），又名南部胃育蛙或南胃孵蛙，是澳洲昆士蘭特有及已滅絕的其中一種胃育蛙。

## 分佈
胃育溪蟾是於1972年被發現，並於1973年被描述，但另有文獻指牠們是於1914年在布列克爾山脈發現。牠們只分佈在昆士蘭東南部的布列克爾山脈及克倫多山脈，介乎海拔350-800米。這個區域雨林、潮濕的硬葉森林及河流的面積少於1400平方公里。牠們曾在瑪麗河、Stanley河及Mooloolah河出沒。最後的標本可能是於1979年在克倫多山脈，或是於1981年在布列克爾山脈發現。最後飼養的胃育溪蟾於1983年死亡。相信牠們已經滅絕。

## 描述
胃育溪蟾是中等身型的蛙類，顏色深沉，眼睛大而突出，兩眼接近，吻短而頓。牠們的皮膚濕潤，有黏液包圍。前肢趾尖而且長及沒有蹼，後服趾上有蹼。相對身體而言，腳較為大。
胃育溪蟾呈深灰色，背部有細小的疙瘩。腹部呈白色或奶油色，偶爾也有黃色的斑點。腳上有深褐色斑紋，腳下則有黃色的斑紋。由眼睛至前肢下有一深色斑紋。趾呈淺褐色，其上有淡褐色的斑點。每趾趾端有細小的圓盆，瞳孔呈深褐色。皮膚疙瘩不平，鼓膜隱藏。雌蛙較雄蛙為大，雄蛙長約33-41毫米，雌蛙長約44-54毫米。

## 生態及行為
胃育溪蟾生活在雨林、潮濕的硬葉森林及河流地區。牠們主要是水生的，經常在河流或附近的岩石上出沒。牠們經常出沒的河流都是永久的，或只是在非常低雨量的情況下才乾涸。牠們分佈的地方一般都是有桉樹的密林，或是開放林地，但沒有紀錄牠們出沒在河岸帶。在春天及夏天的季節，牠們喜歡生活在石池邊、葉堆上或是石縫間，估計牠們會冬眠。成年雄蛙喜歡較深水的地方 ，而雌蛙及幼蛙則喜歡較淺水的地方。牠們只會在下雨期間才會完全現身。
胃育溪蟾的叫聲像喋喋聲，每一下約半秒，每6-7秒重覆一次。
胃育溪蟾在水中及陸地上也會覓食。牠們主要是吃昆蟲，包括鱗翅目、雙翅目及脈翅目。
胃育溪蟾從不離開水邊多於4米的地方。研究顯示牠們的運動非常有限，10隻幼蛙只有2隻移動多於3米，4隻雌蛙及3隻雄蛙在一季之間只沿河邊分別移動1.8-46米及0.9-53米，當中只有3隻多於5.5米。估計在繁殖季節，牠們會留在原有的水池中，只有在氾濫的季節才會離開。

## 繁殖
胃育溪蟾最特別的地方是牠們照顧幼蛙的方式。在體外受精後，雌蛙會將蛙卵嚥下。但卵是產在陸地上或是在水中則不明。
卵的直徑長達5.1毫米，有很大的卵黃。大部份母蛙每次產約40個卵，但在胃中出生的幼蛙卻只有21-26隻。這可能是母蛙未能將全部卵嚥下，或是最初嚥下的卵已被消化。
當母蛙嚥下卵的時候，牠們的胃與其他的蛙類沒有分別。包圍卵的膠狀物稱為前列腺素E2（PGE2），這種物質可以令胃部暫停分泌鹽酸，時間足以讓卵的胚胎發育。當卵孵化後，蝌蚪的腮分泌的黏液也含有PGE2。當胚胎或幼蛙等在體內時，母蛙是不會進食的。
胃育溪蟾蝌蚪在出生初期缺乏色素，但當漸長時牠們逐漸發展出成蛙的顏色。蝌蚪最少約需6星期來發育，這段時間母蛙的胃會不斷膨脹至體腔可以容納的大小。母蛙的肺部會縮小，呼吸主要是靠皮膚上的氣體交換進行。除了體型增大了外，母蛙會維持不動。
幼蛙出生需要大量空間，且可能需時1星期。不過，如母蛙受到騷擾，牠會將所有幼蛙吐出。幼蛙被吐出時就已經完全發育，在色澤及體長上只有很小不同。

## 滅絕原因
胃育決蟾滅絕的原因不明，但失去棲息地、污染、病原體、寄生蟲及過份捕獵都可能導致其數量大大減少。人類活動對牠們生態的影響也是不明，壺菌病相信是其中一種影響最深的原因。

## 外部連結
- Animal Diversity Web （页面存档备份，存于）
- Frogs Australia Network